# Antonio Castillo Lastrucci
Antonio Castillo Lastrucci (Sevilla, 27 de febrero de 1882 - ibídem, 29 de noviembre de 1967) fue un escultor español, especializado en imaginería religiosa, que trabajó principalmente en Andalucía,[cita requerida] aunque se encuentran obras suyas en diferentes puntos de España.

## Biografía

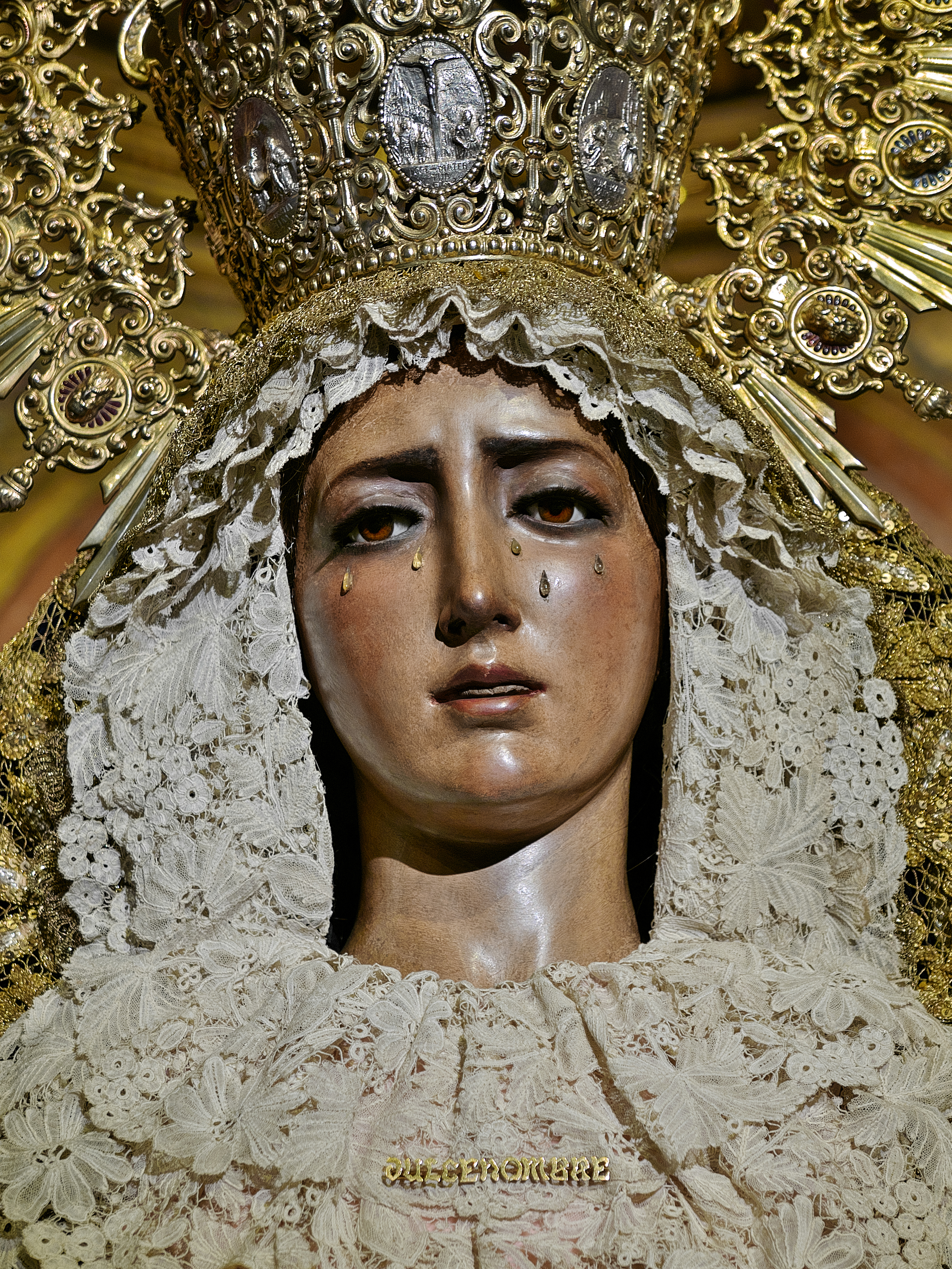
María del Dulce Nombre. Sevilla 1924

Fue el tercero de cuatro hijos que tuvo el matrimonio formado por Eduardo Castillo del Pino (sombrerero de profesión) y Araceli Lastrucci del Castillo. Sus hermanos se llamaban Manuel, Eduardo y Teresa.
Fue discípulo del escultor Antonio Susillo Fernández, cuyo taller estaba frente a donde vivía el futuro alumno (hoy conocida como Antonio Susillo), y al que asistía gracias a que un sobrino del escultor le llevaba para hacer figuritas de terracota. Era tal la destreza que tenía que el futuro maestro dedicó más atención al nuevo alumno que a su propio familiar.
Durante la década de 1890 se forma en la Escuela de Artes Aplicadas y Oficios Artísticos de Sevilla.
Llegado el año 1905 contrae matrimonio con Teresa Muñoz García, de esta unión nacen siete hijos: Antonio, Concha, José, Manuel, Amalia, Adolfo y Rosa. Al fallecer su primera esposa contrae segundas nupcias con Amparo León Retamar, de esta unión nace otra hija: Amparo.
Sus dotes como escultor le hacen ganar varios premios hasta que en 1915 la Diputación Provincial le concede una beca para estudiar en los museos de París y Roma, su primer destino iba a ser Roma, pero por la recién iniciada Primera Guerra Mundial no puede asistir, teniéndose que ir a estudiar a París, después, en Madrid, continúa ampliando conocimientos.
Su primer taller de trabajo lo instala en la empresa sombrerera de su padre, allí trabaja y desarrolla todos los géneros artísticos (relieves, bustos, grupos escultóricos, y los toros, su otra pasión) con mucha dedicación.
Poco después monta una academia de escultura (la primera que se crea) en un inmueble junto a la Basílica del Señor del Gran Poder. Esta empresa le duró poco más de año y medio debido a la escasez de recursos económicos.

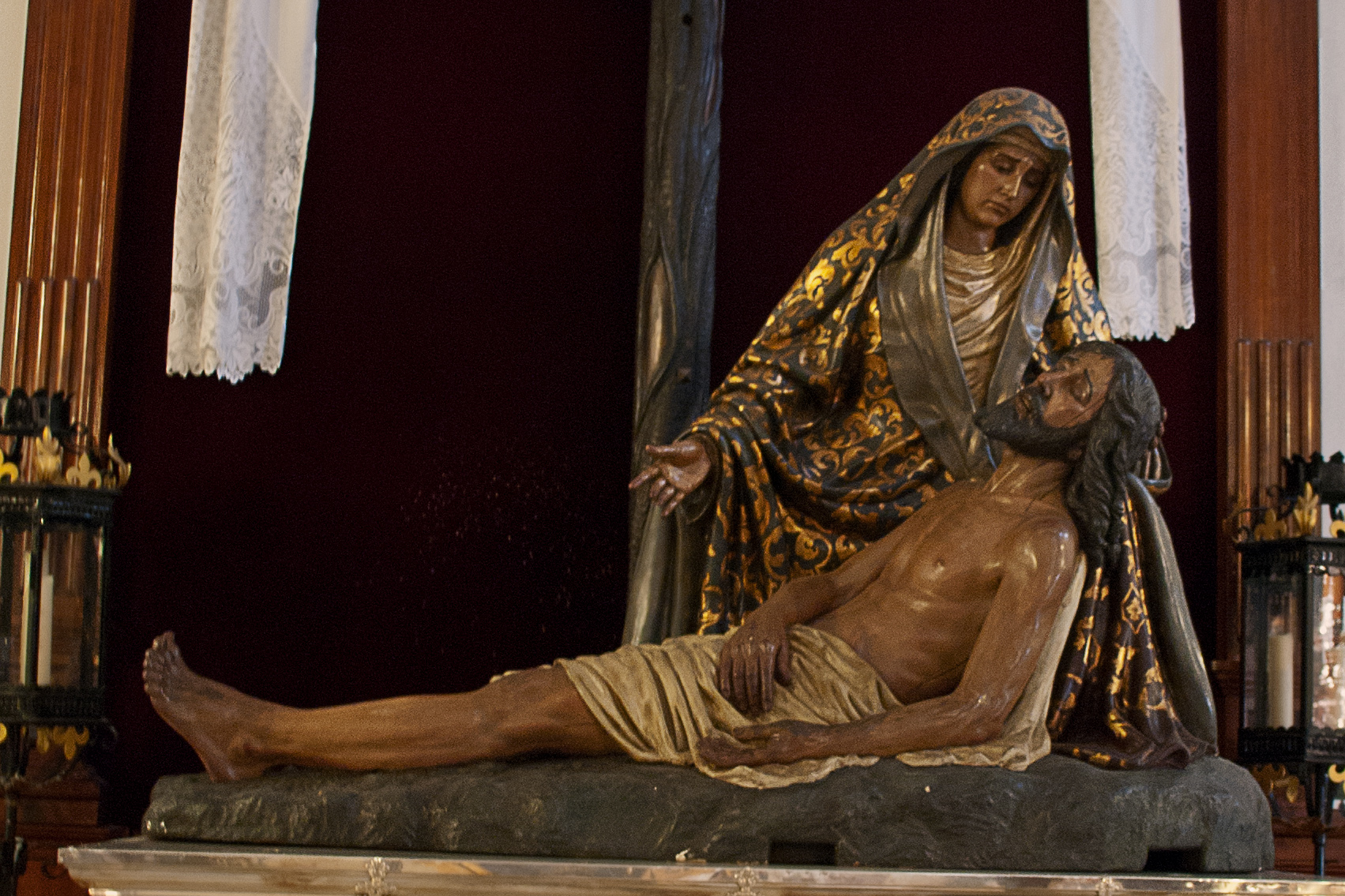
Mausoleo de Castillo Lastrucci en la iglesia de San Julián de Sevilla.

Es en el año 1922 cuando le llega el primer trabajo que después terminaría siendo su línea de por vida, la Hermandad de la Bofetá de Sevilla le encarga unas imágenes para el paso del misterio de Cristo ante Anás. Un año después las figuras montadas en el paso salen en procesión con gran éxito, siendo elogiadas por todos.
En 1923 instala su taller en otro lugar de la ciudad y se dedica de lleno a realizar imágenes procesionales, las hermandades de Sevilla, Andalucía y otras regiones y ciudades españolas le solicitan todo tipo de figuras.
Está considerado uno de los más prolíficos escultores imagineros del siglo XX, sobre todo en Sevilla al ser de los que más imágenes realiza para su Semana Santa. La mayoría para restituir imágenes destruidas durante los sucesos que tuvieron lugar al inicio de la guerra civil española, pero también para proporcionar sus correspondientes titulares a las nuevas hermandades creadas durante los años de la posguerra.
Algunos de sus discípulos fueron sus propios hijos Manuel y Antonio, además de José Ovando Merino, Antonio Eslava Rubio, Rafael Barbero Medina y José Pérez Delgado (que en el año 2001 restauró la imagen de Nuestro Padre Jesús Nazareno).
Esculpió solamente una imagen de un Cristo Resucitado, en 1945, que se encuentra en Villanueva de Córdoba.
Tuvo dos homenajes en vida por su dedicación a las cofradías sevillanas, uno fue en 1943 y otro en 1961, en el año 1963 le fue concedida la Orden de Alfonso X el Sabio, en 1966 le honran con nombrar una calle sevillana con el nombre de Imaginero Castillo Lastrucci, tras su fallecimiento le fue concedida la Medalla del Mérito al Trabajo.
Su fallecimiento se produce por insuficiencia cardíaca. Como trabajador deja más de cuatrocientas cincuenta imágenes realizadas con sus manos.
Sus restos mortales, descansan en la Parroquia de San Julián de Sevilla, sede canónica de la Hermandad de la Hiniesta. El grupo escultórico de la Piedad, obra de su autoría, preside el mausoleo donde está enterrado.

## Obras más conocidas

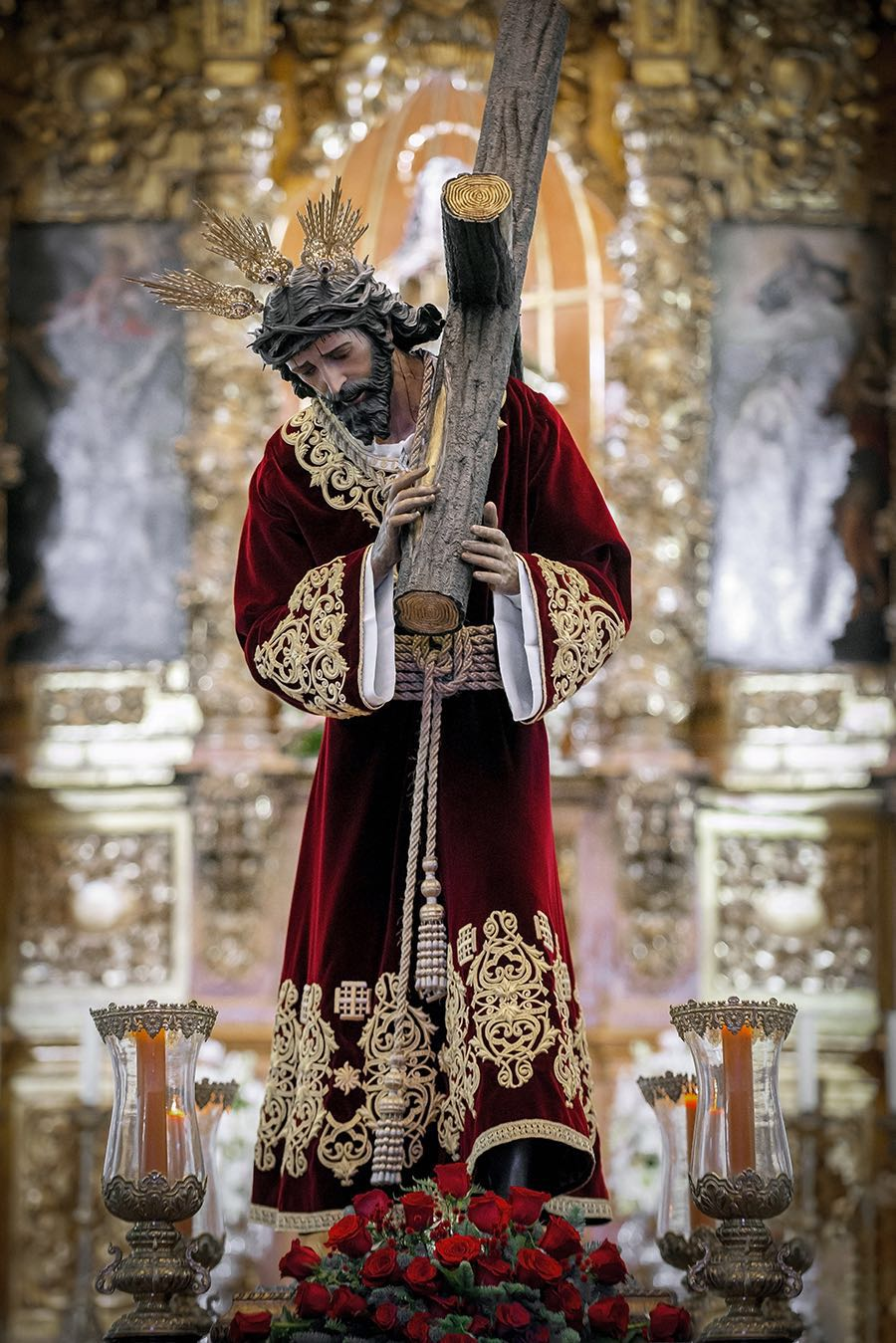
Jesús del Gran Poder de la Hermandad del Gran Poder (La Línea de la Concepción).

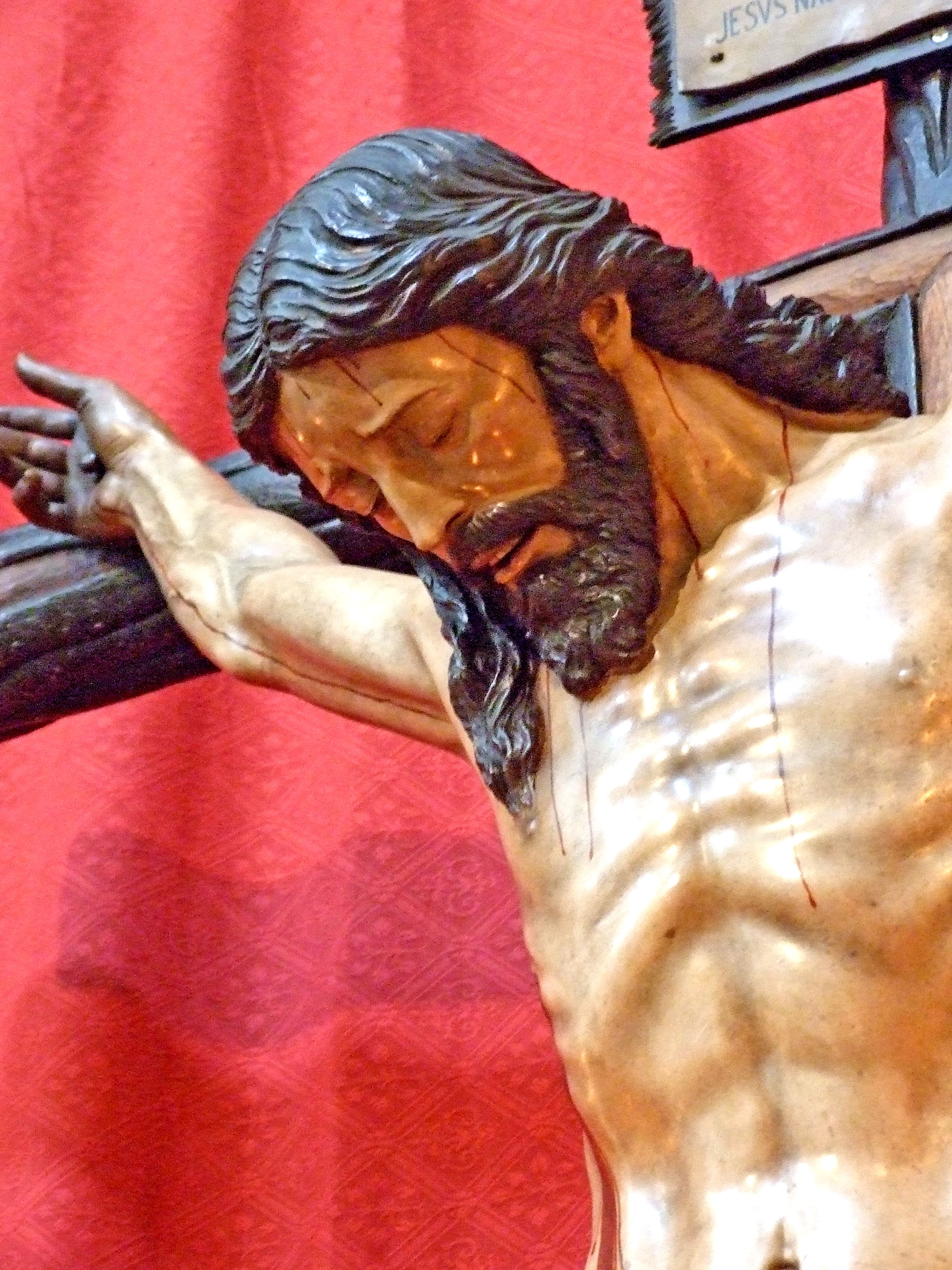
Cristo de la Buena Muerte en Córdoba.

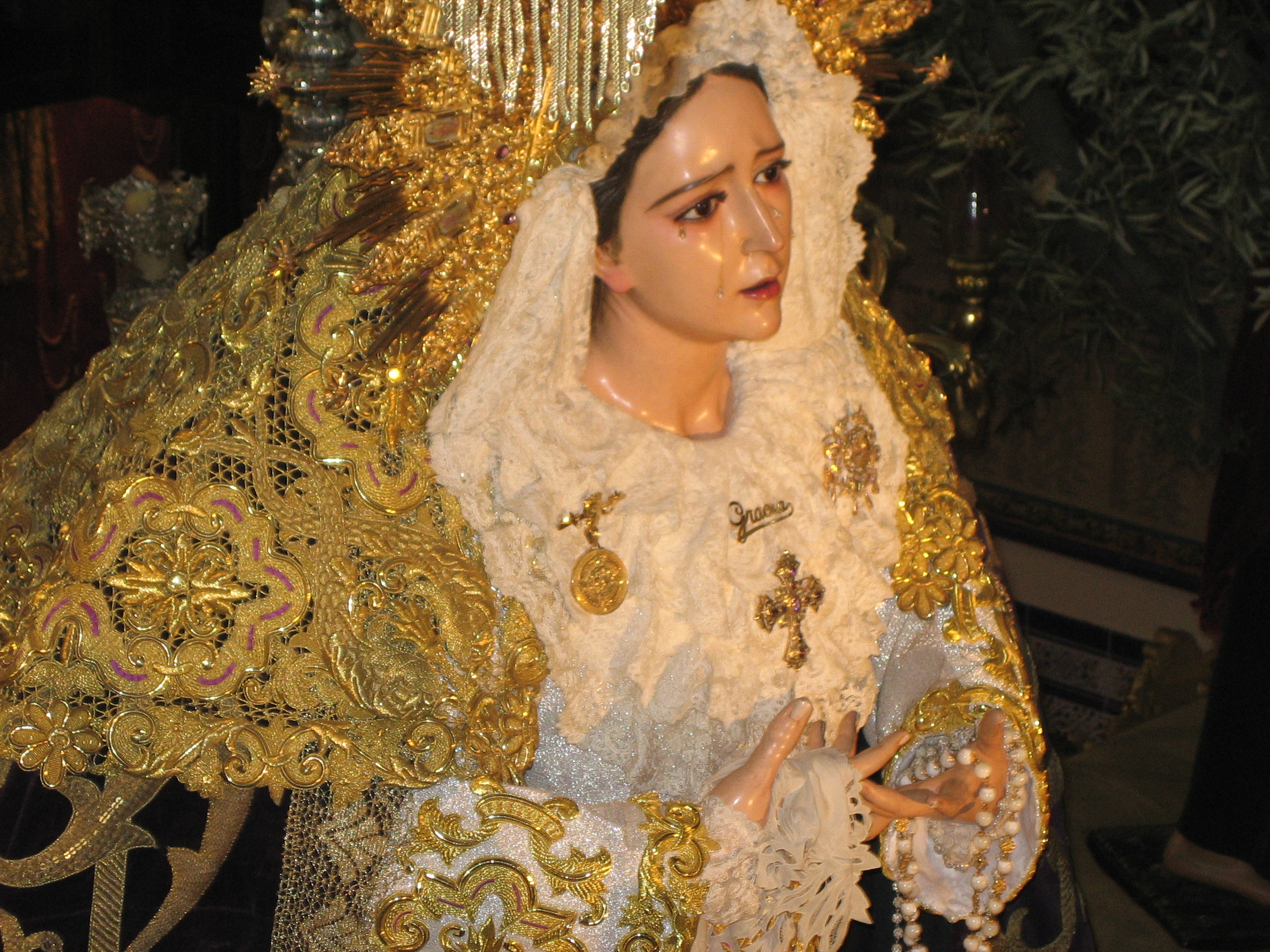
Virgen de Gracia de la Hermandad del Rescate (Málaga).

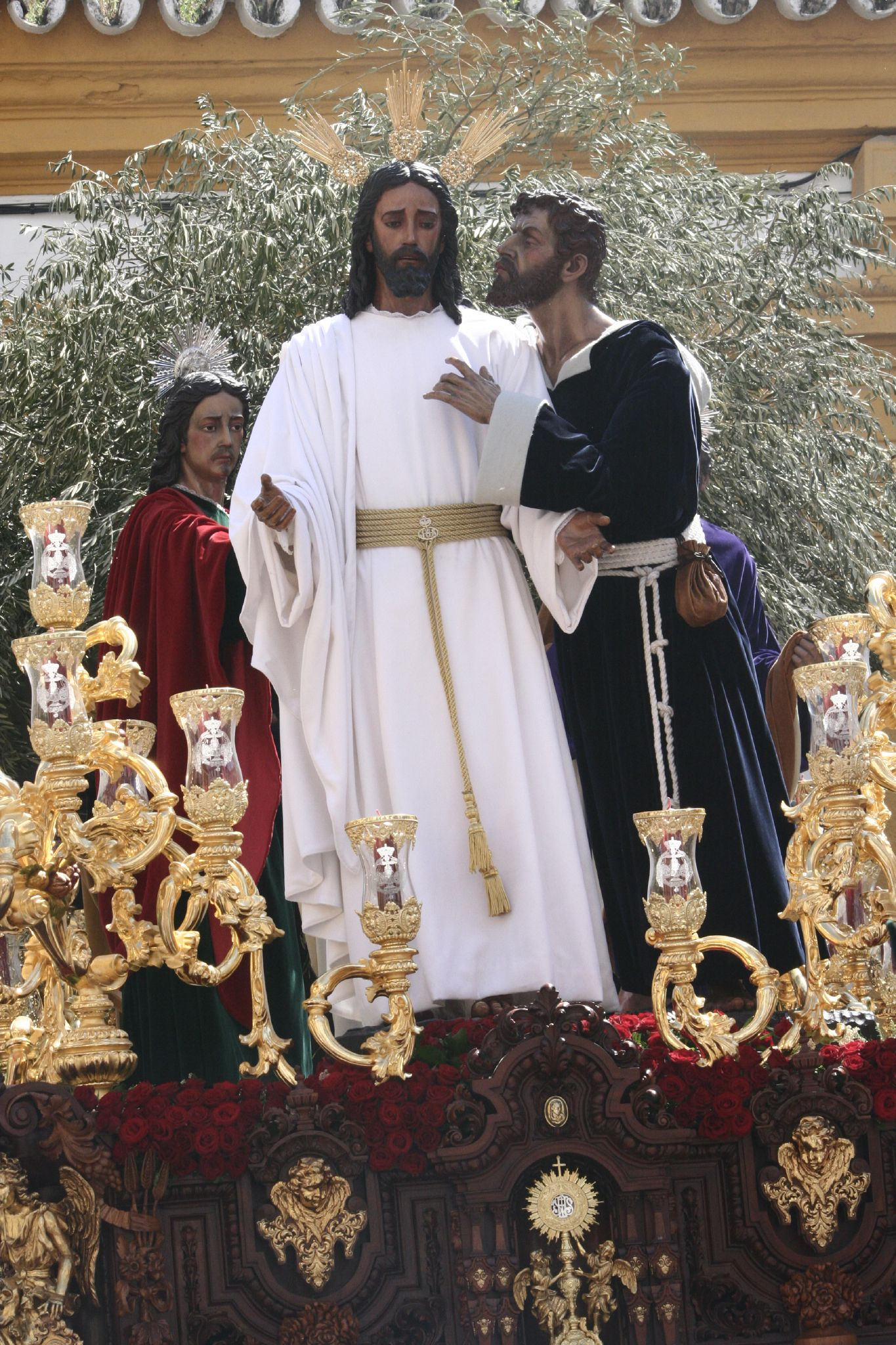
El Beso de Judas de su Hermandad en Sevilla.

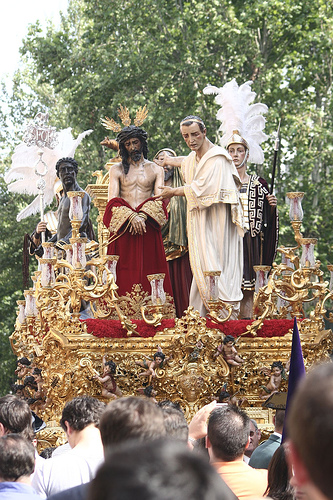
Presentación al Pueblo de la Hermandad de San Benito (Sevilla).

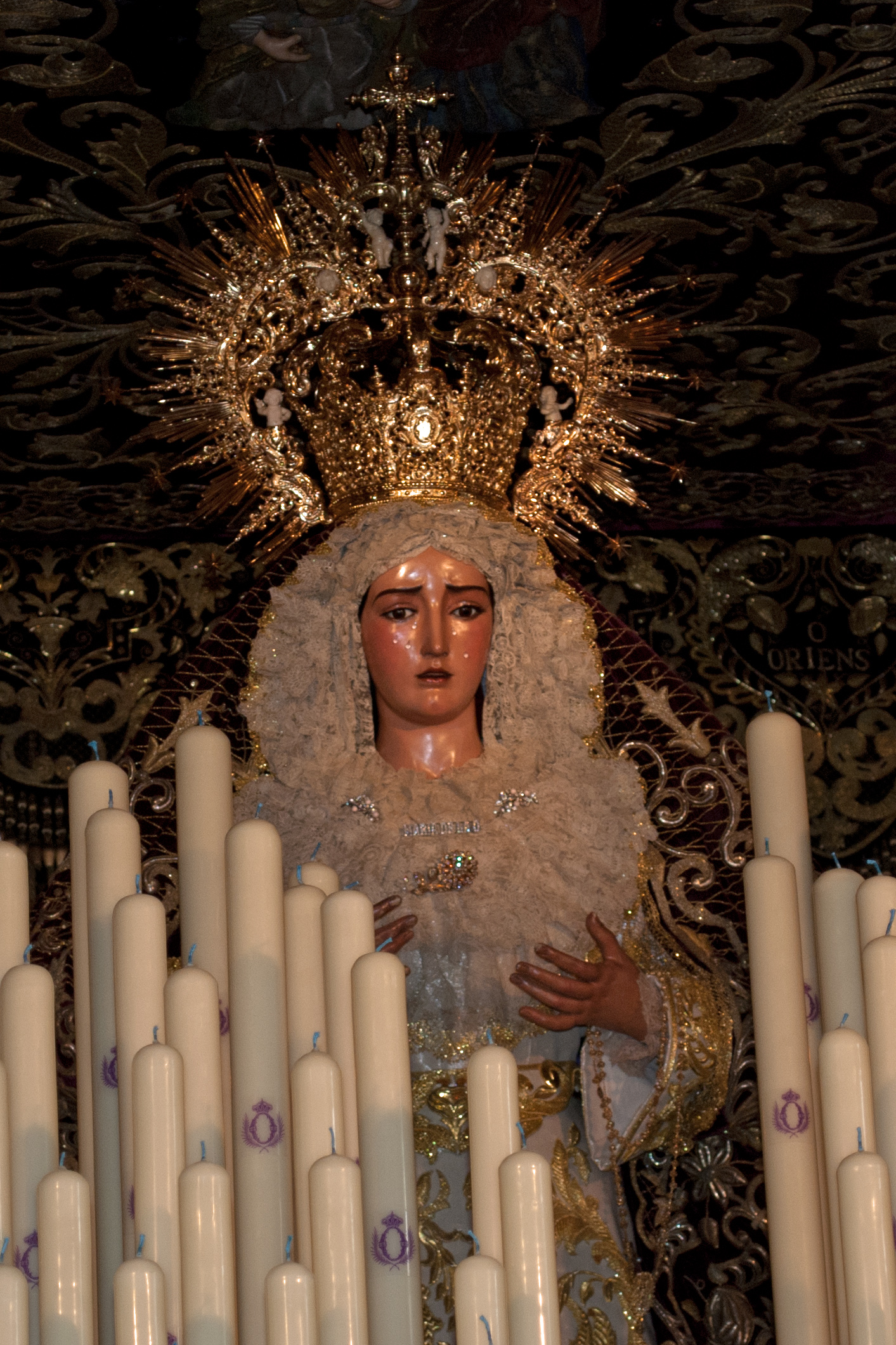
Nuestra Señora de la O de su Hermandad en Sevilla.

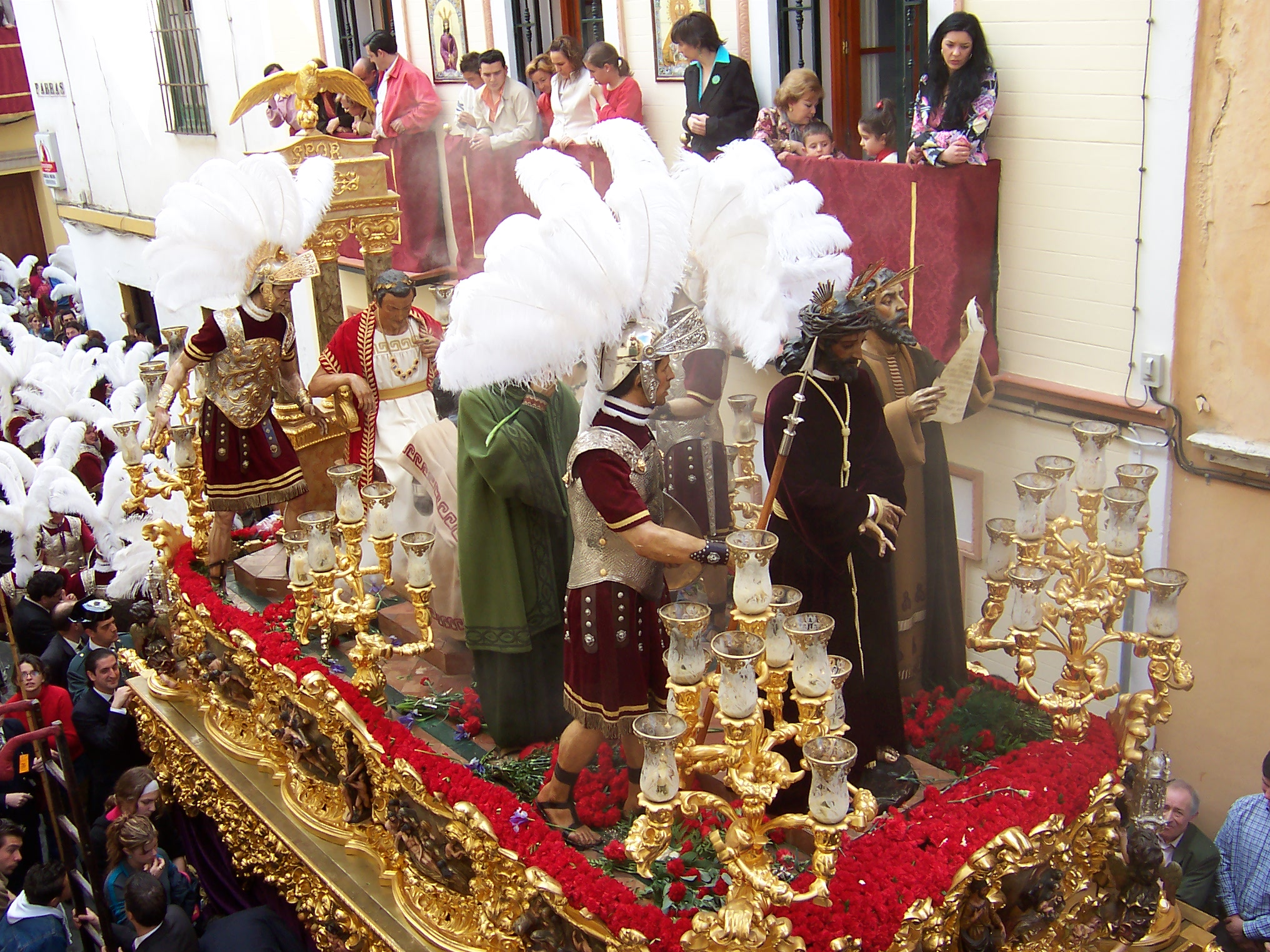
Misterio del paso Nuestro Padre Jesús de la Sentencia (excepto Romano y la Imagen del Señor) de la Hermandad de la Esperanza Macarena (Sevilla).

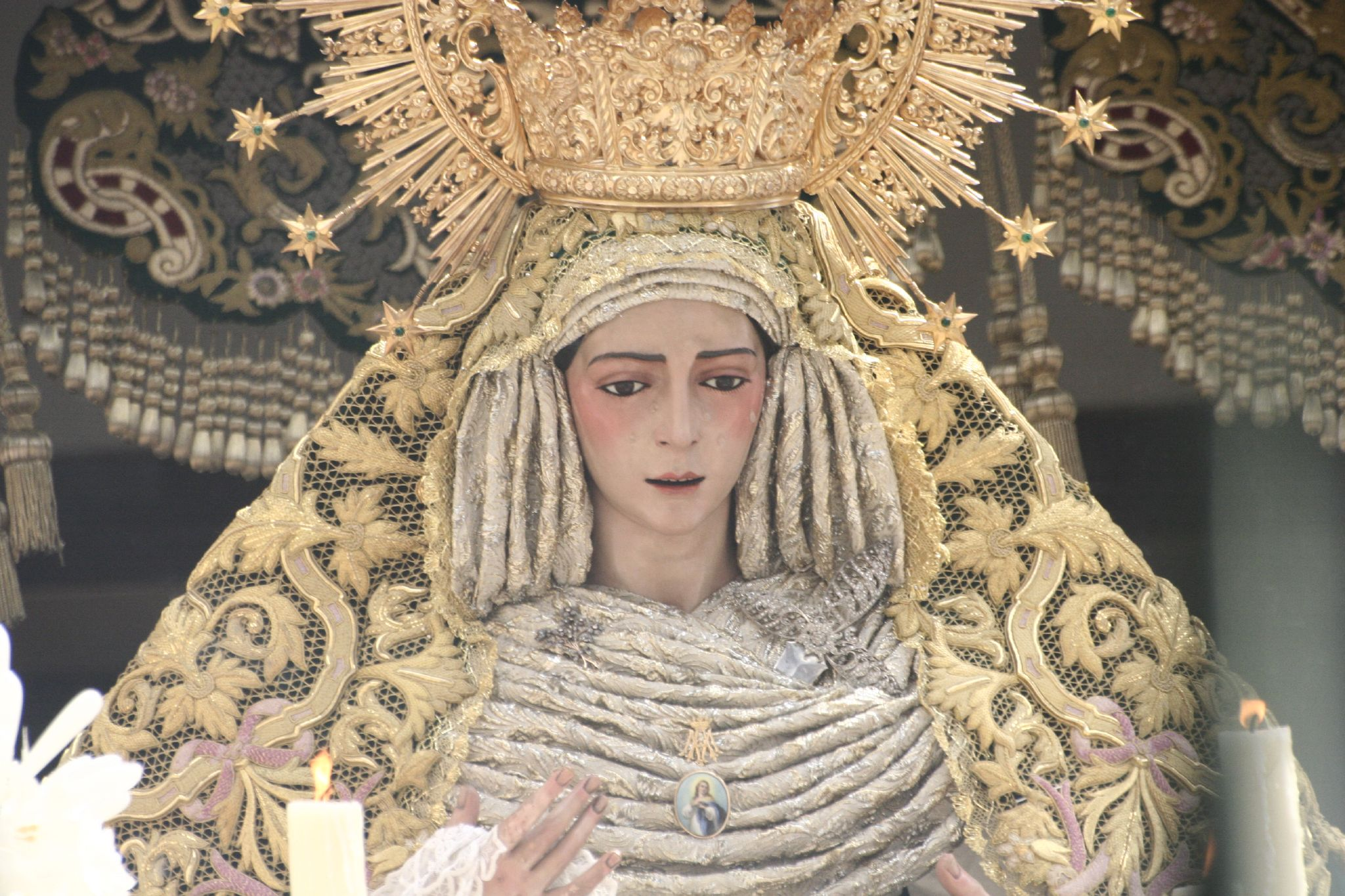
Virgen del Rocío de la Hermandad de El Beso de Judas (Sevilla).

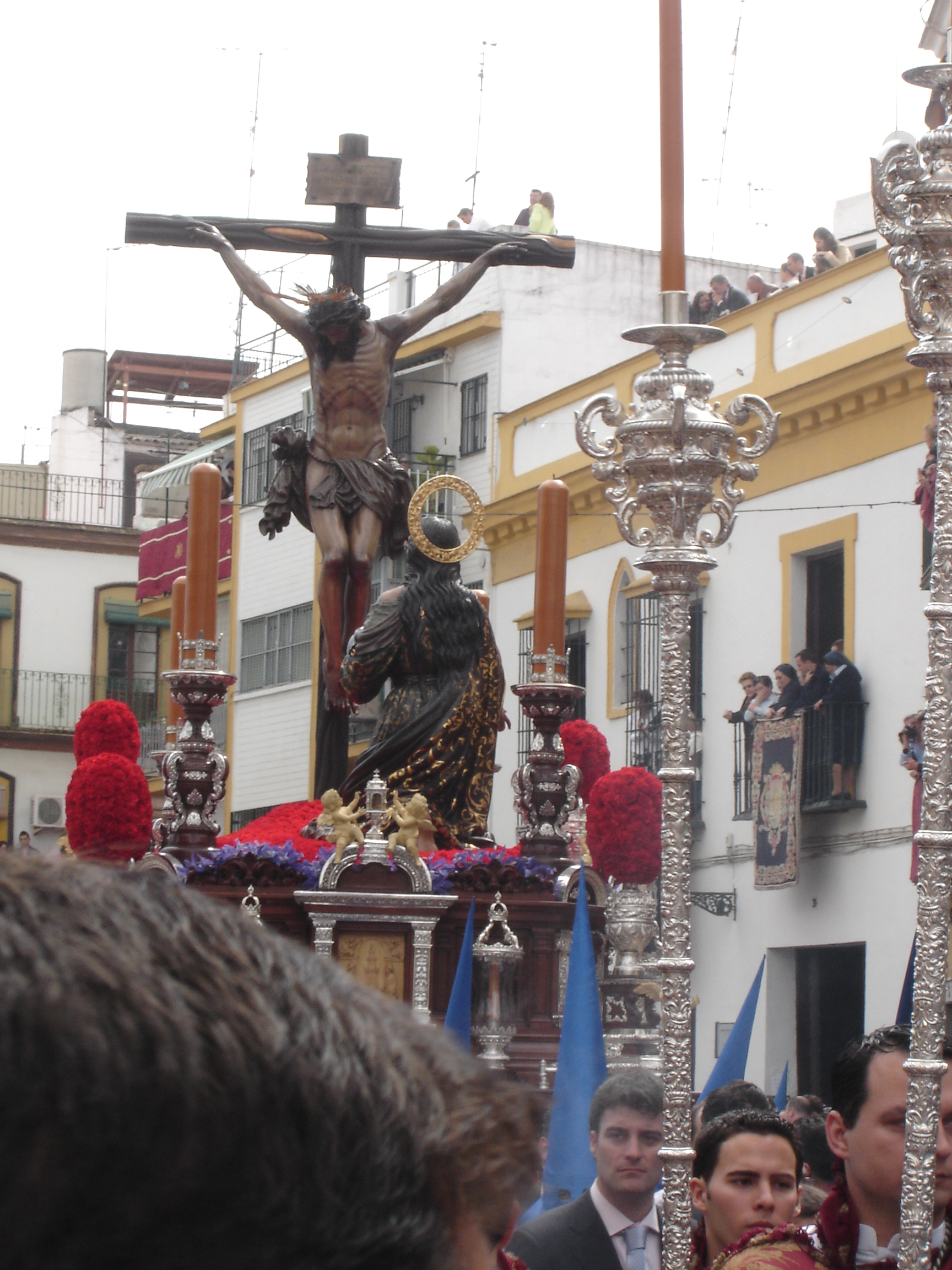
Cristo de la Buena Muerte de la Hermandad de La Hiniesta (Sevilla).

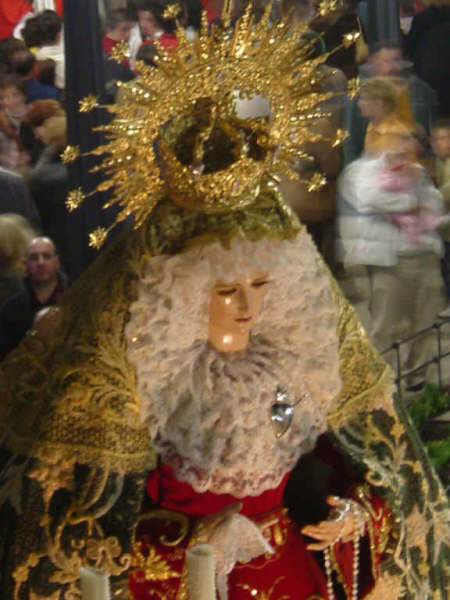
Nuestra Señora de la Amargura de Daimiel (Ciudad Real.

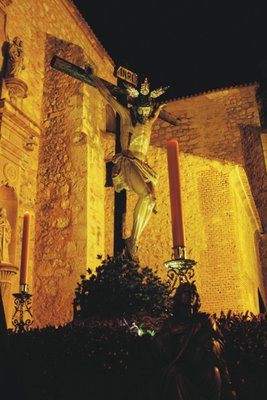
Cristo del Consuelo, de Daimiel (Ciudad Real.

### Andalucía

#### Almería
En la ciudad y provincia de Almería se localizan las siguientes esculturas:
- Cristo de la Luz, en la iglesia de Santa María de Ambrox de Dalías, en 1939.
- María Santísima del Amor y la Esperanza, en la Catedral de la Encarnación de Almería, en 1946.
- María Santísima del Consuelo, de Almería, en 1946.
- San Nicolás de Bari, de Alhama de Almería, en 1949.
- Purísima Concepción, de Alhama de Almería, en 1955.
- María Santísima de la Esperanza, en Huércal-Overa, en 1955.

#### Cádiz
En la provincia de Cádiz:
- Jesús del Gran Poder, para la Hermandad del Gran Poder de La Línea de la Concepción, en 1940.
- Nuestro Padre Jesús Nazareno, de Grazalema, en 1942.
- Nuestro Padre Jesús de las Tres Caídas, de Arcos de la Frontera, en 1953
- María Santísima de la Amargura, de Arcos de la Frontera, en 1963.
- Virgen de la Amargura, de El Puerto de Santa María, en 1944.
- Ecce Homo, presentación al pueblo, de San Fernando en 1968.
- Cristo de los Afligidos, para la Hermandad de los Estudiantes de San Fernando, en 1943.
- Virgen de la Amargura y Santas Mujeres, para la misma Hermandad de San Fernando.
- Cristo de la Buena Muerte, para la Hermandad de la Buena Muerte de Jerez de la Frontera, en 1956.
- Santa Mujer Verónica, para la Hermandad de la Candelaria, de Jerez de la Frontera, en 1957.
- Señor de la Misericordia, de Jerez de la Frontera, en 1957; destruida en 1976 por acción de insectos xilófagos.
- Verónica y Cirineo, para la Hermandad de la Misericordia de San Fernando, en 1966.
- Ángel, para la Hermandad de la Oración en el Huerto de San Fernando, en 1971
- Santísimo Cristo de la Redención, para la Hermandad de la Soledad de San Fernando, en 1964.
- San Juan, José de Arimatea y Nicodemo, para la Hermandad de la Soledad de San Fernando, en 1964.
- Virgen del Dulce Nombre, para la Hermandad de la Buena Muerte de Jerez de la Frontera, en 1964.
- Virgen de la Encarnación, para la Hermandad del Santo Crucifijo de Jerez de la Frontera, en 1929.
- Paso de misterio, de la Hermandad de la Cena, de Jerez de la Frontera (1929), adquirido en 1947 a la Hermandad del Cachorro, de Sevilla.
- María Santísima del Mayor Dolor, para la Hermandad del Nazareno de Puerto Real en 1942.
- Cristo de la Buena Muerte, Ubrique en 1957.
- Ntra. Sra. Del Mayor Dolor, para la Archicofradía Carmelita de los Estudiantes de Algeciras. 1939.
- Ntra. Sra. de la Soledad, para la Hermandad de Nuestra Señora de la Soledad Coronada de Paterna de Rivera, en 1937. Fue coronada en 2006.

#### Córdoba
En la ciudad de Córdoba:
- Santísimo Cristo de la Buena Muerte, en 1946.
- Nuestra Señora Reina de los Mártires, en 1951.

En la provincia de Córdoba:
- Nuestro Padre Jesús Nazareno y Simón de Cirene, San Juan y la Virgen del Mayor Dolor de Castro del Río, en 1952.
- Nuestro Padre Jesús orando en el huerto, y el ángel del misterio de la oración, de Posadas.
- Virgen de la Salud, de Posadas 1936.
- Santo Sepulcro, de El Carpio, en 1944
- Nuestro Padre Jesús Nazareno, de El Carpio.
- Cristo Crucificado, de Belmez, en 1945.
- Cristo Yacente, de Belmez, en 1940.
- Jesús Nazareno, de Belmez, en 1940.
- Cristo Crucificado, de Hinojosa del Duque.
- Cristo Resucitado, de Villanueva de Córdoba, en 1945.
- Cristo del Santo Sepulcro, en la iglesia de Nuestra Señora de la Asunción de Cañete de las Torres, en 1961.
- Jesús Nazareno, de Belalcázar, en 1940.
- Ntro. Padre Jesús Nazareno y Simón Cirineo, de Bujalance (Córdoba).
- Virgen de los Dolores de Bujalance.
- La Verónica, de Villafranca de Córdoba, en 1950.
- Virgen Purísima Concepción, de Fuente Palmera, en 1930.[4]
- Virgen del Mayor Dolor, de Lucena, en 1959.
- Virgen del Rosario, de Montoro, en 1946.
- Santísimo cristo de la confianza, de córdoba en 1960

#### Granada
En la provincia de Granada:
- Jesús Nazareno, de Loja, en 1938.
- Nuestra Señora de las Angustias Coronada, Patrona de Guadix, en 1940.[3]
- Virgen de las Lágrimas, de Guadix, en 1952.

#### Huelva
En la provincia de Huelva:
- Nuestro Po Padre Jesús Nazareno, de Villarrasa, en 1940
- Nuestro Padre Jesús Cautivo, de La Palma del Condado, en 1948
- Ntra. Sra. la Virgen de los Clarines de Beas (Huelva) , en 1937
- Nuestro Padre Jesús Nazareno, de Valverde del Camino (Huelva) en 1940
- Virgen de los Dolores, de Niebla (Huelva) en 1942.
- Cristo de la Buena Muerte, de Niebla, en 1946.
- Nuestro Padre Jesús Nazareno, de Rociana del Condado, en 1941.
- María Santísima en su Soledad, de la iglesia de San Francisco de Ayamonte, en 1937.
- Virgen de las Mercedes y San Juan, de Isla Cristina, en 1943.
- Virgen de los Dolores, de Niebla, en 1942.
- Virgen de los Dolores de Villablanca, en 1943.
- Virgen de la Soledad de Alosno, en 1948.
- Cristo de la Sangre de Gibraleón , en 1940
- Virgen de los Dolores de Bollullos del Condado , en 1943
- Jesús Nazareno de Bollullos del Condado , en 1937
- MªStma del Pasmo de Bollullos del Condado , en 1939
- Nuestra Señora de los Dolores de El Cerro de Andévalo , en 1938
- Nuestra Señora del Puerto de Zufre, en 1937
- María Santísima de las Mercedes y San Juan Evangelista, Isla Cristina, en 1942

En la ciudad de Huelva:
- Cristo de Oración en el Huerto, en 1937

#### Jaén
En la provincia de Jaén:
- Nuestra Señora del Rosario, en la Santa María la Mayor de Andújar, en 1964.
- Jesús en su Entrada en Jerusalén, en la Iglesia de San Pedro de Torredonjimeno
- Sagrado Corazón de Jesús, en la Iglesia de San Martín de Tours de Arjona
- Nuestra Señora del Amor y Sacrificio, en la Iglesia de San Francisco de Cazorla, en 1955
- Santo Entierro, en la Iglesia de San Francisco de Cazorla, en 1955
- Santa María, en la Iglesia de San José de Cazorla
- Esculturas de San Antonio de Padua, San Diego, San José y San Nicolás de Bari, en la Iglesia de San José de Cazorla
- Relieve de la Santísima Trinidad, en la Iglesia de San José de Cazorla

#### Málaga
En la ciudad de Málaga:
- Cirineo, para la Cofradía de El Rico, en 1947. (no procesiona)
- Cirineo, para la Cofradía de la Pasión, en 1957. (no procesiona)
- Nuestro Padre Jesús del Prendimiento, para la Hermandad del Prendimiento, en 1963.
- Cristo del Rescate, para la Hermandad del Rescate, en 1953.
- Virgen de Gracia, para la Hermandad del Rescate, en 1957.
- Grupo escultórico del Rescate, para la Hermandad del Rescate, durante 1954-1957.
- Grupo escultórico del Santo Suplicio, para la Hermandad de Zamarrilla, en 1926. (destruido en la guerra)
- Virgen de las Angustias, para la Cofradía del Sagrado Descendimiento, en 1945. Fue creada originalmente para la congregación de religiosas filipenses hijas de María Dolorosa de Sevilla en 1944-45, que la donaron a la cofradía malagueña en 1977.

En la provincia de Málaga:
- Cristo de la Vera Cruz, de Alhaurín el Grande, en 1938.
- Cristo de la Vera Cruz, de Estepona, en 1939.
- San Bartolomé, de Sierra de Yeguas, en 1942

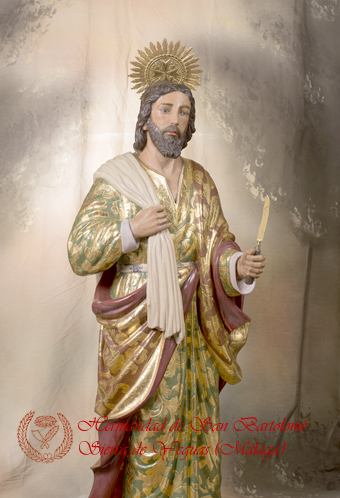
San Bartolomé, Patrón de Sierra de Yeguas (Málaga).

- Santísimo Cristo de la Veracruz, para la Hermandad del Santísimo Cristo de la Veracruz y María Santísima de la Esperanza  de Sierra de Yeguas, en 1937.
- Cristo del Perdón y Vera Cruz, de Coín, en 1937.
- Cristo de la Humildad de Sierra de Yeguas, en 1942.
- María Stma. de la Soledad, de Sierra de Yeguas, en 1942.
- Crucificado Expirante de la Sangre, de Arriate, en 1937.
- Padre Jesús Nazareno: Hermandad de nuestro  Padre Jesús Nazareno], de Cañete la Real, en 1938.[5]
- Jesús Nazareno, de Alameda, en 1940.
- Jesús Nazareno de Mijas, en 1940.
- Jesús Nazareno, de Ronda, en 1942.
- Jesús Nazareno, de Algarrobo, en 1943.
- Nuestra Señora de los Dolores, de Estepona, en 1940.
- Nuestra Señora de los Dolores, de Ronda, en 1943.
- San Juan Evangelista, de Estepona, en 1940.
- Santo Entierro, de Arriate, en 1941.
- Santo Entierro, de Sierra de Yeguas, en 1942.
- Virgen de las Angustias y Cristo de la Buena Muerte, de Ronda, en 1949.
- Virgen del Consuelo en sus Tristezas, de Ronda, en 1950.
- Virgen de los Dolores, de Campillos, en 1957.
- Virgen de las Lágrimas, de Campillos, en 1944.

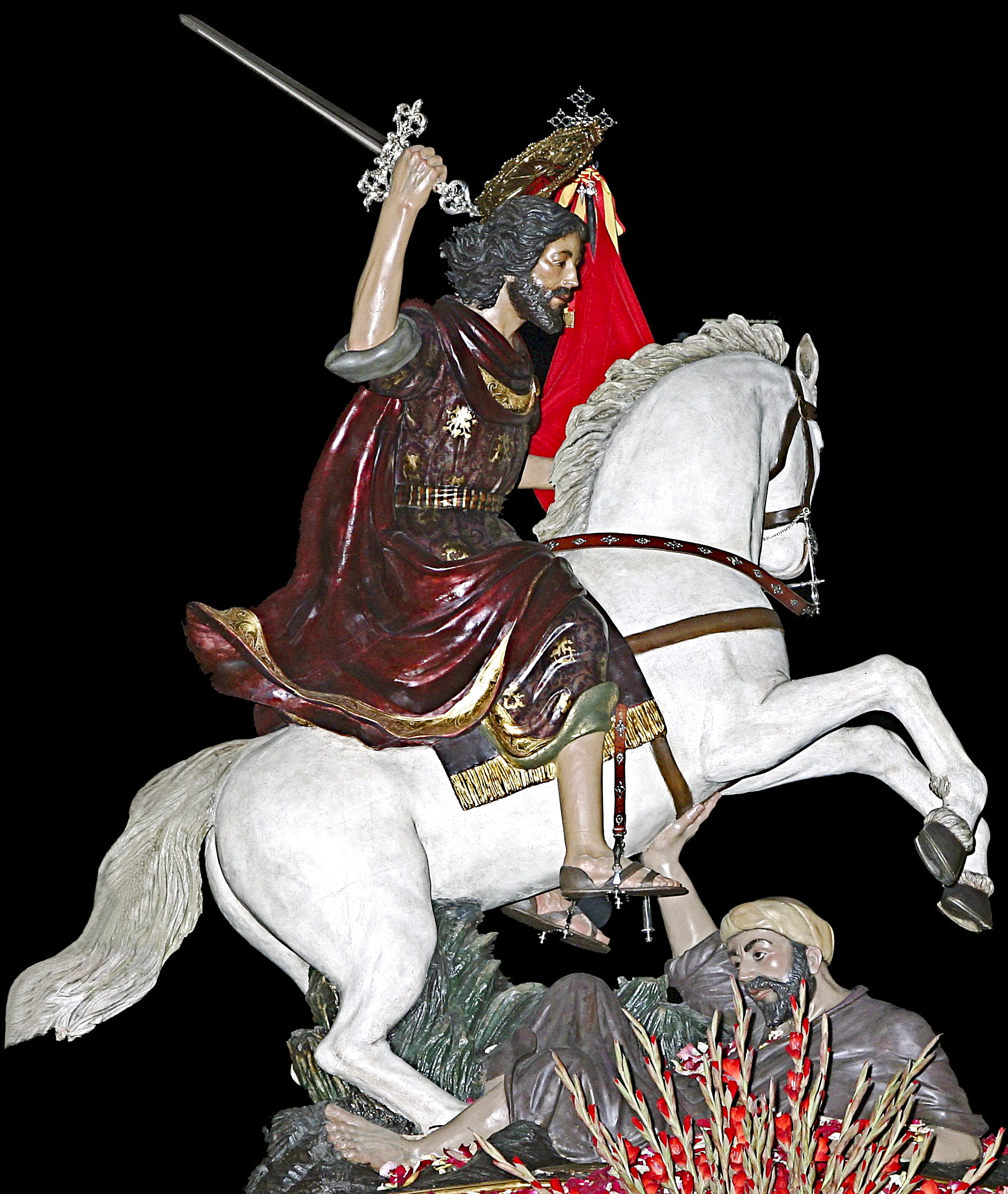
Apóstol Santiago ecuestre para la Hermandad de Santiago de Aznalcázar (Sevilla) en 1944. Sustituye a la anterior, perdida en 1932.

#### Sevilla

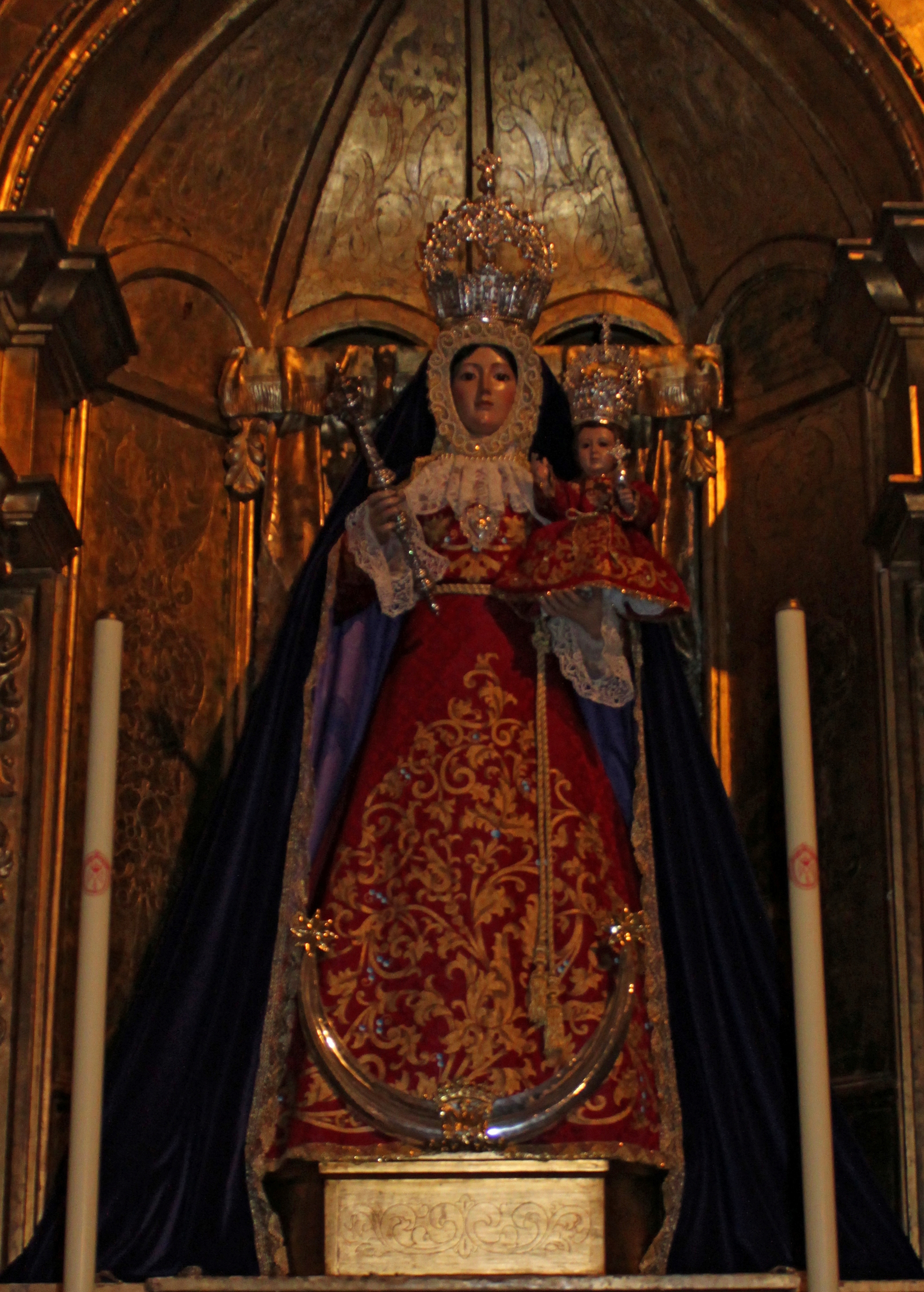
Virgen de Araceli, en San Andrés.

En la ciudad de Sevilla:
| Escultura                                               | Año    | Propietario / Ubicación                                                 |
| ------------------------------------------------------- | ------ | ----------------------------------------------------------------------- |
| Misterio de Jesús ante Anás                             | 1922   | Hermandad de El Dulce Nombre (Iglesia de San Lorenzo)                   |
| Virgen del Dulce Nombre y San Juan Evangelista          | 1924   | Hermandad de El Dulce Nombre (Iglesia de San Lorenzo)                   |
| Misterio de la Presentación de Jesús al Pueblo          | 1928   | Hermandad de San Benito (Iglesia de San Benito)                         |
| San Juan Evangelista                                    | 1928   | Hermandad de San Benito (Iglesia de San Benito)                         |
| Misterio del paso de Jesús de la Sentencia              | 1929   | Hermandad de la Esperanza Macarena (Basílica de La Macarena)            |
| María Santísima de la Hiniesta                          | 1934   | Hermandad de La Hiniesta (destruida en 1936)                            |
| San Juan Evangelista                                    | 1935   | Hermandad de El Amor (Iglesia del Salvador)                             |
| Centurión Romano                                        |        | Hermandad de La Amargura (destruida en 1936)                            |
| María Santísima de la Hiniesta                          | 1937   | Hermandad de La Hiniesta (Iglesia de San Julián)                        |
| María Santísima de la O                                 | 1937   | Hermandad de La O (Iglesia de la O)                                     |
| Cristo de la Buena Muerte                               | 1938   | Hermandad de La Hiniesta (Iglesia de San Julián)                        |
| Misterio del paso de Jesús de la Salud y Buen Viaje     | 1940   | Hermandad de San Esteban (Iglesia de San Esteban)                       |
| Cirineo de las Tres Caídas                              | 1940   | Hermandad de la Esperanza de Triana (Capilla de los Marineros)          |
| Apóstoles San Pedro, San Juan y Santiago el Mayor       | 1942   | Hermandad de Monte-Sion (Capilla de Monte-Sion)                         |
| Esclavo etíope para las Tres Caídas                     | 1943   | Hermandad de la Esperanza de Triana (Capilla de los Marineros)          |
| Nuestra Señora de Araceli                               | 1944   | Hermandad de Nuestra Señora de Araceli (Iglesia de San Andrés)          |
| María Magdalena                                         | 1944   | Hermandad de La Hiniesta (Iglesia de San Julián)                        |
| Misterio de Jesús del Soberano Poder en su Prendimiento | 1945   | Hermandad de Los Panaderos (Capilla de San Andrés)                      |
| Grupo escultórico de la Piedad                          | 1948   | (Iglesia de San Julián)                                                 |
| Misterio del paso de Jesús de las Penas                 | 1952   | Hermandad de La Estrella (Capilla de la Estrella)                       |
| Virgen del Rocío                                        | 1955   | Hermandad de El Beso de Judas (Iglesia de Santiago)                     |
| Misterio de El Beso de Judas                            | 1958/9 | Hermandad de El Beso de Judas (Iglesia de Santiago)                     |
| Nuestro Padre Jesús del Soberano Poder ante Caifás      | 1961   | Hermandad de San Gonzalo (destruida en 1975 solo se conserva la cabeza) |
| Misterio de Jesús en su Soberano Poder ante Caifás      | 1962   | Hermandad de San Gonzalo (Iglesia de San Gonzalo)                       |
| Nuestro Padre Jesús de la Salud y Remedios              | 1964   | Hermandad del Dulce Nombre (Iglesia del Dulce Nombre)                   |
| Monumento a Diego José de Cádiz                         | 1967   | Basílica del Gran Poder                                                 |

En la provincia de Sevilla:
- Misterio del Atado, para la Hermandad de la Vera Cruz de Utrera, en 1927.
- Virgen de los Dolores de Castilleja del Campo, 1934.[6]
- Ntro. Padre Jesús Nazareno, de Herrera, en 1936.
- Cristo de la Misericordia, para la Hermandad de la Caridad y Misericordia de Arahal, en 1937.
- Ntra. Señora de los Dolores, de Casariche, en 1937.
- Cristo de la Vera-Cruz, para la Hernandad de la Vera-Cruz de Los Palacios y Villafranca, en 1938.
- Virgen de las Angustias, para la Hermandad de Santiago Apóstol de Aznalcázar, en 1939.
- Virgen del Rosario, para la Hermandad del Rosario de Benacazón, en 1939.
- Jesús Nazareno, para la Hermandad de Jesús de Lora del Río, en 1939.
- Virgen de los Dolores, de Lora del Río, en 1940.
- Jesús Nazareno, de Morón de la Frontera, en 1940.
- Virgen de los Remedios, de Paradas, en 1940.
- Virgen de los Dolores, de La Roda de Andalucía, en 1941.
- Cristo de la Humildad, de Mairena del Alcor en 1941.
- Nuestra Señora del Rocío, para la Hermandad del Rocío de Pilas (Sevilla), en 1941.
- Nuestro Padre Jesús Atado a la Columna, para la Hermandad de la Vera Cruz de Guadalcanal, en febrero de 1943.
- Santiago Apóstol, para la Hermandad de Santiago Apóstol de Aznalcázar, en 1944.
- Virgen de los Dolores, de El Rubio, en 1944.
- Virgen de los Dolores, para El Saucejo del año 1947.
- Santísimo Cristo del Buen Fin, para la Hermandad de Santiago Apóstol de Aznalcázar, en 1948.
- Jesús Cautivo, de Casariche, en 1953.
- Cristo de la Misericordia, de Cantillana, en 1956.
- Virgen de las Angustias, de Carmona, en 1963.
- Virgen de la Amargura, de Écija, en 1964.
- Grupo escultórico de Nuestra Señora de las Angustias para la ermita de su nombre de Alanís.
- Cristo de la Humildad, de Alcalá de Guadaira.
- Nuestra Señora del Consuelo, para la Hermandad de Ntra. Sra. del Consuelo, Patrona de Alcolea del Río (Sevilla)
- San Juan Evangelista, para la Hermandad de Santiago Apóstol de Aznalcázar.
- Ntra. Sra de la Encarnación, de Casariche, a mediados del siglo XX
- Faroles de paso, para el paso de nuestro padre Jesús Nazareno Pedrera (Sevilla)
- Grupo escultórico de la Piedad, para la iglesia de San Nicolás de San Nicolás del Puerto.

También se localizan varios monumentos:
- Monumento al Sagrado Corazón de Jesús para la Plaza Mayor de Pilas, realizado en 1943.
- Monumento a Diego José de Cádiz, en la capilla del Sagrario de la Basílica del Gran Poder de Sevilla, realizado en 1967.
- Monumento a San Diego de Alcalá, en San Nicolás del Puerto.

### Otras ciudades
En la ciudad de Alicante y su provincia:
- Jesús del Gran Poder, para la Hermandad del Gran Poder y la Esperanza, en 1942.
- Cristo del Mar, para la Hermandad del Cristo del Mar, en la basílica de Santa María, en 1942.
- Nuestra Señora de la Esperanza, para la Hermandad del Gran Poder y la Esperanza, en 1943.
- San Juan de la Palma, para la Hermandad del Cristo del Mar, en 1944.
- Santísimo Cristo de las Penas, para la Hermandad del Cristo de las Penas y la Verónica, en 1948.
- Santa Mujer Verónica, para la Hermandad del Cristo de las Penas y la Verónica, en 1948.
- Soldado y sayón, para la Hermandad del Cristo de las Penas y la Verónica, en 1949.
- Santísimo Ecce Homo, para la cofradía del Ecce Homo en 1954.
- Nuestra Señora de la Amargura, para la cofradía del Ecce Homo en 1959.
- La Oración en el Huerto, para la cofradía de la Oración en el huerto.
- Jesús en Samaria, para la Hermandad de Jesús en Samaria.
- María Santísima del Mayor Dolor, para la Hermandad de la Redención.
- Santísimo Cristo de la Fe, para Cofradía del Santísimo Cristo de la Fe de Elche en 1946, actualmente procesiona en la Hermandad de la Flagelación y Gloria.
- Inmaculada Concepción, Torrrevieja, conservada en el museo de la Semana Santa.

En la ciudad de Badajoz y provincia:
- Cristo del Descendimiento, para la Cofradía del Descendimiento, en 1944.
- María Santísima del Mayor Dolor, para la Hermandad de Santo Domingo (Badajoz), en 1936.
- Nuestra Señora de la Esperanza, para la Cofradía del Descendimiento, en 1945.
- Cristo de la Buena Muerte, para la Hermandad y Cofradía de Nazarenos del Santísimo Cristo de la Buena Muerte y María Santísima de los Dolores de Don Benito, en 1939.
- Cristo del Perdón de Cabeza del Buey (destruido en un incendio en la Iglesia Parroquial el 11 de octubre de 2011).

En la ciudad de Ceuta:
- Cristo de la Buena Muerte, en la Iglesia de los Remedios.
- Virgen de la Caridad, en la Catedral de Ceuta.
- Virgen de la Esperanza, en el Santuario de Santa María de África.

En Ciudad Real y su provincia:
- Cristo de la Piedad de Ciudad Real, en 1942.
- Nuestra Señora de los Dolores (Ave María) de Ciudad Real, en 1940.
- Cristo del Consuelo de Daimiel.
- Cristo del Consuelo, de Torralba de Calatrava, en 1939.
- Cristo del Sepulcro de Daimiel.
- Nuestra Señora de la Amargura de Daimiel, en 1952.
- La Piedad, de Daimiel.
- Nuestra Sra. de la Soledad  de Alcázar de San Juan.
- Nuestra Sra. de Gracia ' de Puertollano, en 1939
- Nuestra Sra. de los Dolores, Argamasilla de Calatrava década de 1940.

En la ciudad de Madrid:
- Los Primeros Celos, en el Hospital “Gregorio Marañón”.
- La Virgen de la Soledad Coronada, de Alcalá de Henares, Madrid.

En la ciudad de  Toledo:
- Nuestra Señora de los Dolores, de Villanueva de Alcardete, en 1941.

En Lorca (Murcia), la imagen de San Juan Evangelista para el Paso Blanco. Donada por Eduardo Montesinos en 1968 y realizada en la década de los 60.

### Otras obras
- Ángel, para la Cofradía del Huerto (Málaga), en 1949.
- El Prendimiento, para la Cofradía del Prendimiento, en 1925.
- Santísimo Cristo del Consuelo, para la Congregación del Santísimo.
- Virgen de la Esperanza Macarena, copia de reducido tamaño; propiedad de la familia Elena Martín.